# Erik Holmgren
Erik Holmgren (17 de dezembro de 1994) é um futebolista finlandês que já atuou no HJK Helsinki, GAIS, FinnPa, Pallokerho-35, FinnPa, FC Jokerit, na Seleção Finlandesa de Futebol.